# Fats Domino

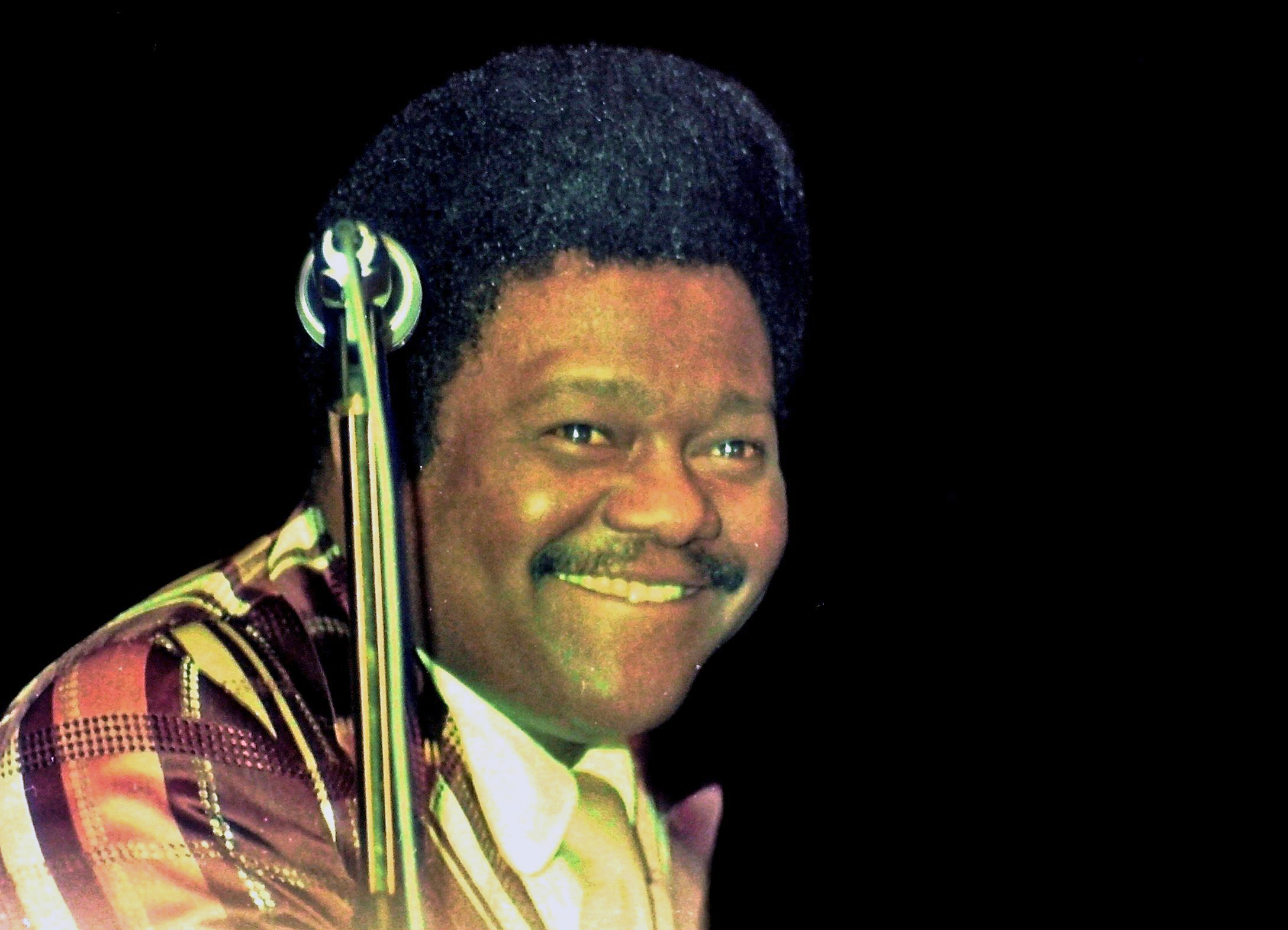
Fats Domino (1977)

Antoine Dominique „Fats“ Domino Jr. (* 26. Februar 1928 in New Orleans; † 24. Oktober 2017 in Harvey, Jefferson Parish) war ein US-amerikanischer Pianist, Sänger und Songwriter in den Bereichen Rock ’n’ Roll, Rhythm and Blues, Piano-Blues und Boogie-Woogie.

## Biografie

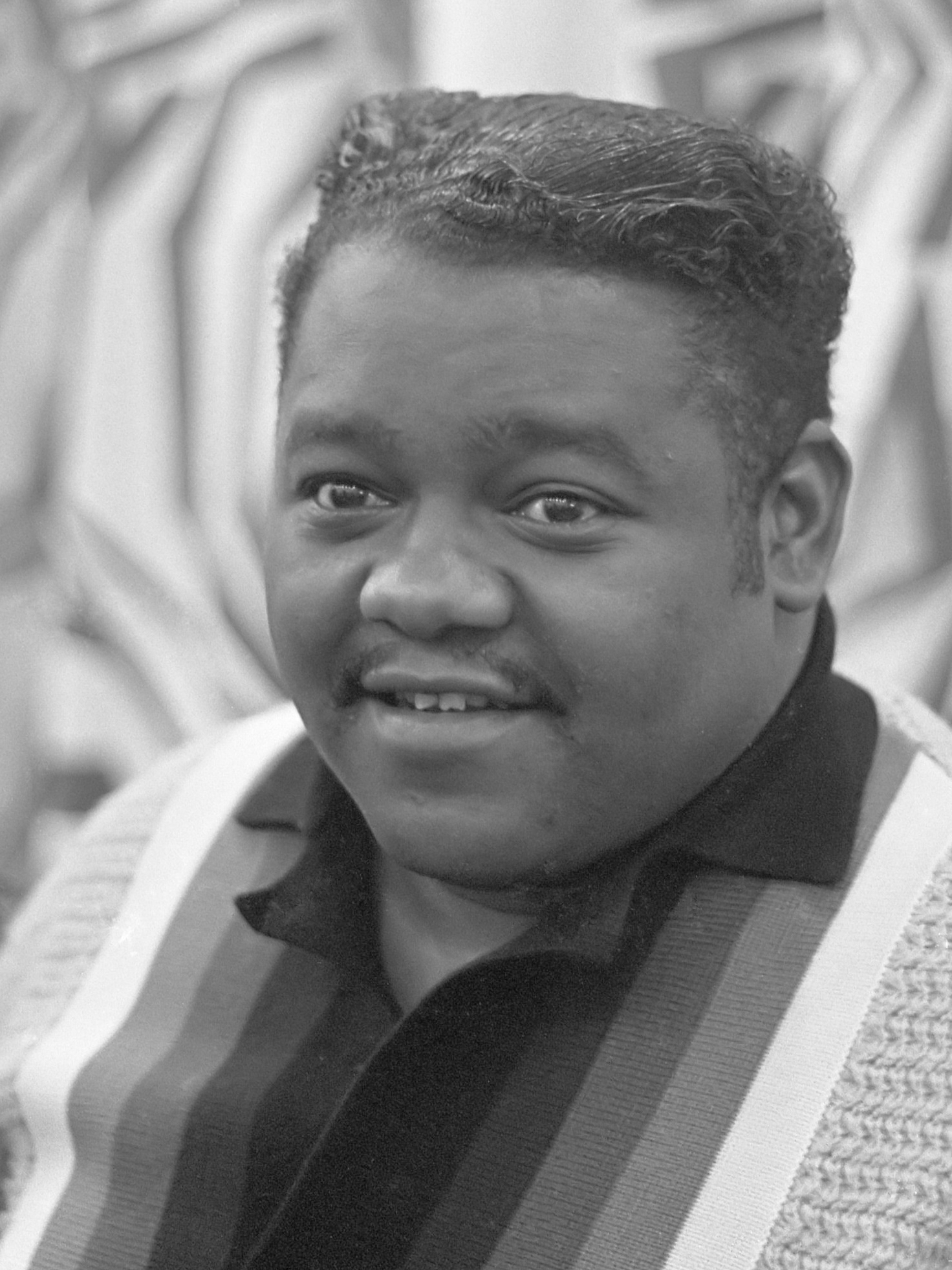
Fats Domino (1962)

Antoine „Fats“ Domino, der französisch-kreolischer Abstammung war, lernte das Klavierspielen von seinem Schwager Harrison Verrett. Bei einem Arbeitsunfall in der Fabrik, in der er bereits mit 14 Jahren arbeitete, hätte er beinahe seine Finger verloren. 1948 heiratete er seine Jugendfreundin Rosemary Hall, mit der er acht Kinder großzog.
Fats Domino, der sein Klavier im Boogie-Stil spielte, wurde 1949 von dem Produzenten und Bandleader Dave Bartholomew, einem ehemaligen Trompeter bei Duke Ellington, in einem Club in New Orleans entdeckt, wo er für drei Dollar in der Woche auftrat. Bartholomew verschaffte ihm seine erste Plattenaufnahme, The Fat Man, die sich nach ihrer Veröffentlichung im Januar 1950 zu einem der ersten Millionenseller des Rhythm & Blues entwickelte und in den R&B-Charts bis zum zweiten Rang vorstieß. Der Titel war selbstironisch zu verstehen, denn „Fats“ (d. h. „der Dicke“) brachte schon damals erhebliches Übergewicht auf die Bühne. Diese erste Single brachte ihm den Durchbruch und war der Beginn einer mehr als zehnjährigen Plattenkarriere bei Imperial Records, deren Aufnahmen fast ausnahmslos in Cosimo Matassas Tonstudio in New Orleans stattfanden.
Die erfolgreichste Phase für Fats Domino waren die 1950er-Jahre, als er in Zusammenarbeit mit Dave Bartholomew und Lew Chudd, dem Chef der Plattenfirma Imperial, eine lange Liste von Hits komponierte und interpretierte. Der endgültige Durchbruch gelang ihm 1955 mit Ain’t that a Shame und 1956 mit Blueberry Hill, das er erstmals in der Ed-Sullivan-Show aufführte und das zum größten Hit seiner Karriere avancierte. Weitere Hits waren beispielsweise I’m in Love Again, I’m Walking to New Orleans, My Blue Heaven, Blue Monday und Whole Lotta’ Loving. Das auch sehr bekannte Jambalaya war das Cover eines Country-Songs von Hank Williams. Mit Blue Monday trat er in der Hollywood-Komödie The Girl Can’t Help It auf. Weil die aus New Orleans ausgestrahlten Radio-Sendungen mit ihren häufig gespielten Domino-Titeln auch auf Jamaika empfangen werden konnten, hatte Fats Domino erheblichen Einfluss auf jamaikanische Musiker, deren Stil sich damals gerade entwickelte.
Da sich seine Ausdrucksweise kaum veränderte und Gruppen wie The Beatles, die er bereits 1964 persönlich kannte, und The Rolling Stones das Geschäft bestimmten, ließ Fats Dominos Schallplatten-Erfolg ab Mitte der 1960er-Jahre nach. Letzter erwähnenswerter Erfolg war die Coverversion des Beatles-Stücks Lady Madonna 1968. Als Live-Performer aber war er bis in die 1990er-Jahre gefragt, auch auf Tourneen in Deutschland. Der 1957 herausgebrachte Song I’m Walkin’ wurde 1991 in einer Aral-Werbung verwendet und kam dadurch nochmals in die deutsche Hitparade. Fats Domino steht in einer Reihe mit Rock-’n’-Roll-Legenden wie Little Richard und Chuck Berry.

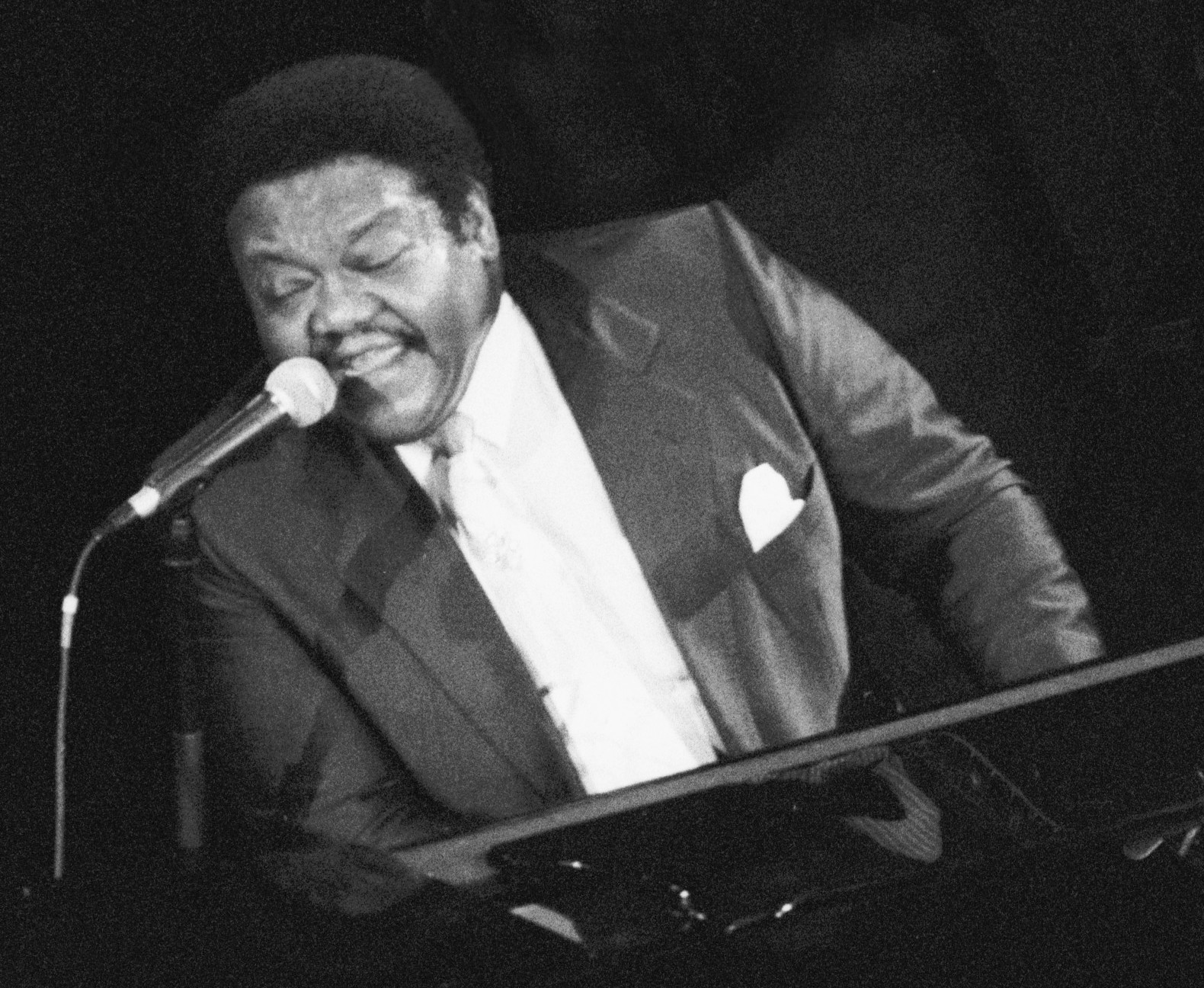
Fats Domino (1992)

In den letzten Jahren zog sich Fats Domino zunehmend ins Privatleben zurück. Ausnahme war ein alljährliches Konzert auf dem Musikfestival von New Orleans. Der Hurrikan Katrina vom 29. August 2005 zwang ihn wieder in den Blick der Öffentlichkeit, als er zuerst als vermisst gemeldet, später aber unter Verlust eines Großteils seines Besitzes aus dem Katastrophengebiet gerettet werden konnte. Der amerikanische Schriftsteller und Regisseur David Zane Mairowitz verarbeitete die Geschichte 2012 in Zusammenarbeit mit dem SRF als Hörspiel mit dem Titel Category 5: Wie ich Fats Domino aus dem Hurrikan Katrina rettete. 2007 erschien das Album Goin’ Home: A Tribute to Fats Domino, an dem verschiedene Rockgrößen mitwirkten. Teile des Gewinns aus dem Verkauf dieses Albums wurden zum Wiederaufbau des Hauses von Fats Domino verwendet. Er zog dann nach Harvey, einem Vorort von New Orleans. Am 19. Mai 2007 gab Domino eine Vorstellung im Tipitina’s, einer der bekanntesten Musikkneipen in New Orleans. Zwei Jahre später, am 30. Mai 2009, zeigte er sich bei dem ihm gewidmeten Festival The Domino Effect, mit dem Geld für vom Hurrikan verwüstete Kinderspielplätze aufgebracht wurde. Auch Little Richard trat dort auf.

## Ehrungen
Der Rolling Stone listet Fats Domino auf Rang 25 der 100 größten Musiker sowie gemeinsam mit Dave Bartholomew auf Rang 72 der 100 größten Songwriter aller Zeiten. 1986 wurde er in die Rock and Roll Hall of Fame und 2003 in die Blues Hall of Fame aufgenommen. Bereits 1998 war er mit der National Medal of Arts ausgezeichnet worden. 

## Diskografie

### Alben
| Jahr | Titel                        | Höchstplatzierung, Gesamtwochen, AuszeichnungChartplatzierungen (Jahr, Titel, Platzierungen, Wochen, Auszeichnungen, Anmerkungen) | Höchstplatzierung, Gesamtwochen, AuszeichnungChartplatzierungen (Jahr, Titel, Platzierungen, Wochen, Auszeichnungen, Anmerkungen) | Höchstplatzierung, Gesamtwochen, AuszeichnungChartplatzierungen (Jahr, Titel, Platzierungen, Wochen, Auszeichnungen, Anmerkungen) | Höchstplatzierung, Gesamtwochen, AuszeichnungChartplatzierungen (Jahr, Titel, Platzierungen, Wochen, Auszeichnungen, Anmerkungen) | Höchstplatzierung, Gesamtwochen, AuszeichnungChartplatzierungen (Jahr, Titel, Platzierungen, Wochen, Auszeichnungen, Anmerkungen) | Anmerkungen                   |
| Jahr | Titel                        | DE | AT | CH | UK | US | Anmerkungen                   |
| ---- | ---------------------------- | --- | --- | --- | --- | --- | ----------------------------- |
| 1962 | Million Sellers by Fats      | — | — | — | — | US113 (6 Wo.)US |                               |
| 1963 | Here Comes … Fats Domino     | — | — | — | — | US130 (4 Wo.)US |                               |
| 1963 | The Very Best of             | — | — | — | UK56 (1 Wo.)UK | — |                               |
| 1968 | Fats Is Back                 | — | — | — | — | US189 (2 Wo.)US |                               |
| 1970 | Fats Domino’s Golden Records | DE21 (8 Wo.)DE | — | — | — | — |                               |
| 1977 | Seine 20 größten Hits        | — | AT1 (16 Wo.)AT | — | — | — |                               |
| 2004 | The Best Of Fats Domino      | — | — | CH97 (1 Wo.)CH | UK58 (2 Wo.)UK | — | Charteinstieg in CH erst 2017 |

grau schraffiert: keine Chartdaten aus diesem Jahr verfügbar
Weitere Alben
- 1955: Carry on Rockin’
- 1956: Rock and Rollin’
- 1957: This Is Fats Domino!
- 1958: Here Stands Fats Domino
- 1958: This Is Fats
- 1958: The Fabulous "Mr. D"
- 1959: Let’s Play Fats Domino
- 1959: Fats Domino Swings
- 1960: A Lot of Dominoes
- 1961: I Miss You So
- 1961: Let the Four Winds Blow
- 1961: What a Party
- 1962: Twistin’ the Stomp
- 1964: Fats on Fire
- 1965: Getaway with Fats Domino
- 1965: Domino ’65 (Live)
- 1970: Fats
- 1974: Live at Montreux – Hello Josephine (Live ’73)
- 1979: Sleeping on the Job
- 1997: Christmas Is a Special Day aka Christmas Gumbo
- 2006: Alive and Kickin’ (Verkaufserlös zugunsten der Tipitina’s Foundation für den Wiederaufbau des kulturellen, insbesondere musikalischen Lebens in New Orleans nach dem Hurrikan Katrina)

### Singles
| Jahr | Titel Album                                                 | Höchstplatzierung, Gesamtwochen, AuszeichnungChartplatzierungen (Jahr, Titel, Album, Platzierungen, Wochen, Auszeichnungen, Anmerkungen) | Höchstplatzierung, Gesamtwochen, AuszeichnungChartplatzierungen (Jahr, Titel, Album, Platzierungen, Wochen, Auszeichnungen, Anmerkungen) | Höchstplatzierung, Gesamtwochen, AuszeichnungChartplatzierungen (Jahr, Titel, Album, Platzierungen, Wochen, Auszeichnungen, Anmerkungen) | Höchstplatzierung, Gesamtwochen, AuszeichnungChartplatzierungen (Jahr, Titel, Album, Platzierungen, Wochen, Auszeichnungen, Anmerkungen) | Höchstplatzierung, Gesamtwochen, AuszeichnungChartplatzierungen (Jahr, Titel, Album, Platzierungen, Wochen, Auszeichnungen, Anmerkungen) | Anmerkungen                                                                               |
| Jahr | Titel Album                                                 | DE | CH | UK | US | R&B | Anmerkungen                                                                               |
| ---- | ----------------------------------------------------------- | --- | --- | --- | --- | --- | ----------------------------------------------------------------------------------------- |
| 1950 | The Fat Man –                                               | — | — | — | — | R&B6 (3 Wo.)R&B | Imperial (#5058)                                                                          |
| 1950 | Every Night About This Time –                               | — | — | — | — | R&B5 (10 Wo.)R&B | Imperial (#5099)                                                                          |
| 1951 | Rockin’ Chair –                                             | — | — | — | — | R&B9 (1 Wo.)R&B | Imperial (#5145)                                                                          |
| 1952 | Goin’ Home –                                                | — | — | — | — | R&B1 (20 Wo.)R&B | Imperial (#5180) Grammy Hall of Fame Award 2002                                           |
| 1952 | Poor Poor Me –                                              | — | — | — | — | — | Imperial (#5197)                                                                          |
| 1952 | How Long –                                                  | — | — | — | — | R&B9 (1 Wo.)R&B | Imperial (#5209)                                                                          |
| 1953 | Goin’ to the River –                                        | — | — | — | — | R&B2 (14 Wo.)R&B | Imperial (#5231)                                                                          |
| 1953 | Please Don’t Leave Me –                                     | — | — | — | — | R&B5 (12 Wo.)R&B | Imperial (#5240)                                                                          |
| 1953 | Rose Mary –                                                 | — | — | — | — | R&B10 (1 Wo.)R&B | Imperial (#5251)                                                                          |
| 1953 | Something’s Wrong –                                         | — | — | — | — | R&B6 (11 Wo.)R&B | Imperial (#5262)                                                                          |
| 1954 | You Done Me Wrong –                                         | — | — | — | — | — | Imperial (#5272)                                                                          |
| 1955 | Thinking of You –                                           | — | — | — | — | — | Imperial (#5323)                                                                          |
| 1955 | Don’t You Know –                                            | — | — | — | — | R&B12 (5 Wo.)R&B | Imperial (#5340)                                                                          |
| 1955 | Ain’t That a Shame –                                        | — | — | UK23 (2 Wo.)UK | US16 (10 Wo.)US | R&B1 (24 Wo.)R&B | Imperial (#5348) Rolling Stone 500 Greatest Songs #431 Charteinstieg in UK erst 1957      |
| 1955 | All by Myself –                                             | — | — | — | — | R&B3 (11 Wo.)R&B | Imperial (#5357)                                                                          |
| 1955 | Poor Me –                                                   | — | — | — | — | R&B3 (12 Wo.)R&B | Imperial (#5369)                                                                          |
| 1955 | I Can’t Go On –                                             | — | — | — | — | — | B-Seite von Poor Me                                                                       |
| 1956 | Bo Weevil Rock and Rollin’ with Fats Domino                 | — | — | — | US35 (9 Wo.)US | R&B6 (12 Wo.)R&B | Imperial (#5375)                                                                          |
| 1956 | Don’t Blame It on Me –                                      | — | — | — | — | R&B6 (8 Wo.)R&B | B-Seite von Bo Weevil                                                                     |
| 1956 | I’m in Love Again Fats Domino – Rock and Rollin’            | — | — | UK12 (14 Wo.)UK | US5 (23 Wo.)US | R&B1 (21 Wo.)R&B | B-Seite von My Blue Heaven                                                                |
| 1956 | My Blue Heaven Fats Domino – Rock and Rollin’               | — | — | — | US21 (20 Wo.)US | R&B8 (2 Wo.)R&B | Imperial (#5386) 1927 ein Nr.1-Hit für Paul Whiteman                                      |
| 1956 | When My Dreamboat Comes Home Fats Domino – Rock and Rollin’ | — | — | — | US22 (16 Wo.)US | R&B6 (11 Wo.)R&B | Imperial (#5396)                                                                          |
| 1956 | So-Long This Is Fats Domino!                                | — | — | — | US44 (13 Wo.)US | R&B6 (7 Wo.)R&B | B-Seite von When My Dreamboat Comes Home                                                  |
| 1956 | Blueberry Hill This Is Fats Domino!                         | — | — | UK6 (20 Wo.)UK | US4 (27 Wo.)US | R&B1 (22 Wo.)R&B | Imperial (#5407) Rolling Stone 500 Greatest Songs #81 1940 ein Nr. 1-Hit für Glenn Miller |
| 1956 | Honey Chile –                                               | — | — | UK29 (1 Wo.)UK | — | — | B-Seite von Blueberry Hill Charteinstieg in UK erst 1957                                  |
| 1956 | Blue Monday This Is Fats Domino!                            | — | — | UK23 (2 Wo.)UK | US9 (18 Wo.)US | R&B1 (15 Wo.)R&B | Imperial (#5417)                                                                          |
| 1956 | What’s the Reason (I’m Not Pleasing You) –                  | — | — | — | US50 (18 Wo.)US | — | B-Seite von Blue Monday                                                                   |
| 1957 | I’m Walkin’ Rock and Rollin’ with Fats Domino               | DE12 (24 Wo.)DE | CH8 (14 Wo.)CH | UK19 (7 Wo.)UK | US5 (25 Wo.)US | R&B1 (13 Wo.)R&B | Imperial (#5428) Charteinstieg in DE und CH erst 1992                                     |
| 1957 | The Rooster Song –                                          | — | — | — | — | — | Imperial (#147)                                                                           |
| 1957 | Valley Of Tears –                                           | — | — | UK25 (1 Wo.)UK | US13 (18 Wo.)US | R&B4 (11 Wo.)R&B | Imperial (#5428)                                                                          |
| 1957 | It’s You I Love –                                           | — | — | — | US22 (12 Wo.)US | — | B-Seite von Valley Of Tears                                                               |
| 1957 | What Will I Tell My Heart –                                 | — | — | — | US64 (6 Wo.)US | — | Imperial (#5454)                                                                          |
| 1957 | When I See You –                                            | — | — | — | US36 (10 Wo.)US | — | B-Seite von What Will I Tell My Heart                                                     |
| 1957 | Wait And See –                                              | — | — | — | US27 (13 Wo.)US | R&B15 (2 Wo.)R&B | Imperial (#5467)                                                                          |
| 1957 | I Still Love You –                                          | — | — | — | US79 (4 Wo.)US | — | B-Seite von Wait And See                                                                  |
| 1957 | The Big Beat –                                              | — | — | UK20 (4 Wo.)UK | US36 (9 Wo.)US | — | Imperial (#5477)                                                                          |
| 1957 | I Want You To Know –                                        | — | — | — | US48 (11 Wo.)US | — | B-Seite von The Big Beat                                                                  |
| 1958 | Yes, My Darling –                                           | — | — | — | US55 (7 Wo.)US | — | Imperial (#5492)                                                                          |
| 1958 | Sick and Tired –                                            | — | — | UK26 (1 Wo.)UK | US30 (11 Wo.)US | R&B15 (5 Wo.)R&B | Imperial (#5515)                                                                          |
| 1958 | No, No –                                                    | — | — | — | US55 (7 Wo.)US | — | B-Seite von Sick and Tired                                                                |
| 1958 | Little Mary –                                               | — | — | — | US49 (6 Wo.)US | R&B15 (1 Wo.)R&B | Imperial (#5526)                                                                          |
| 1958 | Young School Girl –                                         | — | — | — | US92 (1 Wo.)US | — | Imperial (#5537)                                                                          |
| 1958 | Whole Lotta Loving –                                        | — | — | — | US6 (16 Wo.)US | R&B2 (15 Wo.)R&B | Imperial (#5553)                                                                          |
| 1958 | Coquette –                                                  | — | — | — | US92 (1 Wo.)US | R&B26 (3 Wo.)R&B | B-Seite von Whole Lotta Loving                                                            |
| 1959 | When the Saints Go Marching In –                            | — | — | — | US50 (8 Wo.)US | — | Imperial (#5569)                                                                          |
| 1959 | Telling Lies –                                              | — | — | — | US50 (9 Wo.)US | R&B13 (7 Wo.)R&B | B-Seite von When The Saints Go Marching In                                                |
| 1959 | I’m Ready –                                                 | — | — | — | US16 (11 Wo.)US | R&B7 (9 Wo.)R&B | Imperial (#5585)                                                                          |
| 1959 | Margie –                                                    | — | — | UK18 (5 Wo.)UK | US51 (8 Wo.)US | — | B-Seite von I’m Ready                                                                     |
| 1959 | I’m Gonna Be A Wheel Some Day –                             | — | — | — | US17 (13 Wo.)US | R&B22 (4 Wo.)R&B | Imperial (#5606)                                                                          |
| 1959 | I Want To Walk You Home –                                   | — | — | UK14 (5 Wo.)UK | US8 (13 Wo.)US | R&B1 (13 Wo.)R&B | B-Seite von I’m Gonna Be A Wheel Some Day                                                 |
| 1959 | Be My Guest –                                               | — | — | UK11 (12 Wo.)UK | US8 (14 Wo.)US | R&B2 (14 Wo.)R&B | Imperial (#5629)                                                                          |
| 1959 | I’ve Been Around –                                          | — | — | — | US33 (9 Wo.)US | R&B19 (5 Wo.)R&B | B-Seite von I Want To Walk You Home                                                       |
| 1960 | Country Boy –                                               | — | — | UK19 (11 Wo.)UK | US25 (10 Wo.)US | — | Imperial (#5645)                                                                          |
| 1960 | If You Need Me –                                            | — | — | — | US98 (1 Wo.)US | — | B-Seite von Country Boy                                                                   |
| 1960 | Tell Me That You Love Me –                                  | — | — | — | US51 (8 Wo.)US | — | Imperial (#5660)                                                                          |
| 1960 | Before I Grow Too Old –                                     | — | — | — | US84 (2 Wo.)US | — | B-Seite von Tell Me That You Love Me                                                      |
| 1960 | Walking To New Orleans Million Sellers by Fats              | — | — | UK19 (10 Wo.)UK | US6 (14 Wo.)US | R&B2 (11 Wo.)R&B | Imperial (#5675)                                                                          |
| 1960 | Don’t Come Knockin’ –                                       | — | — | — | US21 (11 Wo.)US | R&B28 (3 Wo.)R&B | B-Seite von Walking To New Orleans                                                        |
| 1960 | Three Nights A Week Million Sellers by Fats                 | — | — | UK45 (2 Wo.)UK | US15 (11 Wo.)US | R&B8 (5 Wo.)R&B | Imperial (#5687)                                                                          |
| 1960 | Put Your Arms Around Me, Honey –                            | — | — | — | US58 (6 Wo.)US | — | B-Seite von Three Nights A Week                                                           |
| 1960 | My Girl Josephine (Hello Josephine) Million Sellers by Fats | DE47 (8 Wo.)DE | — | UK32 (4 Wo.)UK | US14 (15 Wo.)US | R&B7 (12 Wo.)R&B | Imperial (#5704)                                                                          |
| 1960 | Natural Born Lover Million Sellers by Fats                  | — | — | — | US38 (9 Wo.)US | R&B28 (1 Wo.)R&B | B-Seite von My Girl Josephine (Hello Josephine)                                           |
| 1961 | What A Price Million Sellers by Fats                        | — | — | — | US22 (9 Wo.)US | R&B7 (7 Wo.)R&B | Imperial (#5723)                                                                          |
| 1961 | Ain’t That Just Like A Woman –                              | — | — | — | US33 (8 Wo.)US | R&B19 (7 Wo.)R&B | B-Seite von What A Price                                                                  |
| 1961 | Fell In Love On Monday –                                    | — | — | — | US32 (6 Wo.)US | — | Imperial (#5734)                                                                          |
| 1961 | Shu Rah Million Sellers by Fats                             | — | — | — | US32 (7 Wo.)US | — | B-Seite von Fell In Love On Monday                                                        |
| 1961 | It Keeps Rainin’ –                                          | — | — | UK49 (1 Wo.)UK | US23 (11 Wo.)US | R&B18 (5 Wo.)R&B | Imperial (#5753)                                                                          |
| 1961 | Let The Four Winds Blow Million Sellers by Fats             | — | — | — | US15 (11 Wo.)US | R&B2 (12 Wo.)R&B | Imperial (#5764)                                                                          |
| 1961 | What A Party –                                              | — | — | UK43 (1 Wo.)UK | US22 (8 Wo.)US | — | Imperial (#5779)                                                                          |
| 1961 | Rockin’ Bicycle –                                           | — | — | — | US83 (1 Wo.)US | — | B-Seite von What A Party                                                                  |
| 1961 | I Hear You Knocking –                                       | — | — | — | US67 (2 Wo.)US | — | Imperial (#5796)                                                                          |
| 1961 | Jambalaya (on the Bayou) Million Sellers by Fats            | — | — | UK41 (1 Wo.)UK | US30 (7 Wo.)US | — | B-Seite von I Hear You Knocking 1952 ein Hit für Hank Williams                            |
| 1962 | You Win Again Million Sellers by Fats                       | — | — | — | US22 (10 Wo.)US | — | Imperial (#5816) 1952 ein Hit für Hank Williams                                           |
| 1962 | Ida Jane –                                                  | — | — | — | US90 (2 Wo.)US | — | B-Seite von You Win Again                                                                 |
| 1962 | My Real Name Million Sellers by Fats                        | — | — | — | US59 (7 Wo.)US | R&B22 (2 Wo.)R&B | Imperial (#5833)                                                                          |
| 1962 | Nothing New (Same Old Thing) –                              | — | — | — | US77 (5 Wo.)US | — | Imperial (#5863)                                                                          |
| 1962 | Dance With Mr. Domino –                                     | DE40 (12 Wo.)DE | — | — | US98 (1 Wo.)US | — | Imperial (#5863)                                                                          |
| 1962 | Did You Ever See A Dream Walking –                          | — | — | — | US79 (5 Wo.)US | — | Imperial (#5875)                                                                          |
| 1963 | There Goes (My Heart Again) Here Comes…Fats Domino          | — | — | — | US59 (7 Wo.)US | — | ABC-Paramount (#45-10444)                                                                 |
| 1963 | Red Sails In The Sunset Here Comes…Fats Domino              | — | — | UK34 (6 Wo.)UK | US35 (8 Wo.)US | R&B24 (2 Wo.)R&B | ABC-Paramount (#45-10484) 1935 ein Nr.1-Hit für Bing Crosby                               |
| 1964 | Who Cares –                                                 | DE53 (4 Wo.)DE | — | — | US63 (5 Wo.)US | R&B27 (5 Wo.)R&B | ABC-Paramount (#45-10512)                                                                 |
| 1964 | Lazy Lady –                                                 | DE28 (8 Wo.)DE | — | — | US86 (2 Wo.)US | R&B34 (3 Wo.)R&B | ABC-Paramount (#45-10531)                                                                 |
| 1964 | Sally Was A Good Old Girl –                                 | — | — | — | US99 (2 Wo.)US | — | ABC-Paramount (#45-10584)                                                                 |
| 1964 | Heartbreak Hill –                                           | — | — | — | US99 (2 Wo.)US | — | ABC-Paramount (#45-10596)                                                                 |
| 1968 | Lady Madonna Fats Is Back                                   | — | — | — | US100 (2 Wo.)US | — | Reprise (#0763)                                                                           |

grau schraffiert: keine Chartdaten aus diesem Jahr verfügbar
Weitere Singles
- 1956: I Can’t Go On (Rosalie)
- 1963: Hum Diddy Doo
- 1963: You Always Hurt the One You Love
- 1963: Can’t Go On without You
- 1963: I’ve Got a Right to Cry
- 1963: When I’m Walking (Let Me Walk)
- 1963: Stop the Clock
- 1963: I Can’t Give You Anything but Love
- 1963: Just a Lonely Man
- 1964: Your Cheatin’ Heart
- 1964: I Don’t Want to Set the World on Fire
- 1964: Mary, Oh Mary
- 1968: Lovely Rita
- 1969: Everybody's Got Something to Hide Except Me and My Monkey
- 1970: Make Me Belong to You
- 1978: Sleeping on the Job
- 1981: Whiskey Heaven
- 1985: My Toot Toot (mit Doug Kershaw)
- 2006: The Big Beat

## Auszeichnungen für Musikverkäufe
| Platin-Schallplatte - Niederlande - 1979: für das Album 20 Greatest hits |

| Land/RegionAuszeichnungen für Musikverkäufe (Land/Region, Auszeichnungen, Verkäufe, Quellen) | Gold | Platin  | Verkäufe | Quellen |
| -------------------------------------------------------------------------------------------- | ---- | ------- | -------- | ------- |
| Niederlande (NVPI)                                                                           | —    | Platin1 | 100.000  | nvpi.nl |
| Insgesamt                                                                                    | —    | Platin1 |          |         |